# ナンバーガール
ナンバーガール（英語: NUMBER GIRL）は、日本のオルタナティヴ・ロックバンド。所属事務所はエイトビーター。活動期間は1995年 - 2002年および2019年 - 2022年。略称は「ナンバガ」。
バンド名の由来は、もともと向井が宅録時代に名乗っていたユニット名が「ナンバーファイブ」（ビートルズの編集盤『ビートルズ No.5!』から命名）であり、その後バンドを一緒に組もうとした人達が以前やっていたバンド名が「カウガール」（ニール・ヤングの曲「Cowgirl In The Sandから命名）であったため、これらを合体させたものである。

## メンバー
詳細はそれぞれの個人記事を参照。
- 向井 秀徳（むかい しゅうとく、1973年10月26日（51歳） - ）：Vo.＆Gt.
- 田渕 ひさ子（たぶち ひさこ、1975年12月9日（49歳） - ）：Gt.
- 中尾 憲太郎（なかお けんたろう、1974年6月17日（51歳） - ）：Ba.
- アヒト・イナザワ（本名：鰰澤 亜人〈いなざわ あひと〉、1973年6月6日（52歳） - ）：Dr.

## 来歴
- 1995年、バンドを結成するまで宅録を行っていた向井秀徳がバンドを組もうと決意し、当時ライブハウスで照明のアルバイトをしていた中尾憲太郎を誘う。その中尾がライブを観て是非組もうと思っていたのが田渕ひさ子であり、そのまま田渕も呼ばれることになる。その後、昔からアヒト・イナザワのドラムスタイルに惚れ込んでいた向井が、アヒトが参加していたバンドを脱退したことを聞き彼をさそい、メンバーが揃う。結成当初から地元福岡でチェルシーQなどのイベントを中心に精力的に活動。
- 1996年『Atari Shock』『omoide in my head』の2本の自主制作カセットテープを販売する。
- 1997年11月、羽生和仁主宰の福岡のレーベル、automatic kissから1stアルバム『SCHOOL GIRL BYE BYE』をリリース。
- 1998年、上京したナンバーガールは1stシングル『DRUNKEN HEARTED』をリリース、東京でも1年目から40本近いライブを行い、翌年にはアメリカ合衆国・テキサス州オースティンでのライブも成功させている。また、前述の『SCHOOL GIRL BYE BYE』を東芝EMIのプロデューサーが聴いたあと、automatic kissの羽生に電話でアプローチした事がきっかけとなり、ナンバーガールは東芝EMIと契約。
- 1999年5月に、メジャーデビューシングル『透明少女』を発表し、1999年7月にはメジャー1stアルバムとなる『School Girl Distortional Addict』を発表する。その後ライジング・サン・ロック・フェスティバル参加や、bloodthirsty butchersとのツアーを経て、ナンバーガールライブシリーズ『Distortional Discharger』を遂行、その最終日のライブをそのまま収録したライブ・アルバム『シブヤROCKTRANSFORMED状態』をリリース。
- メジャーデビュー後2枚目のシングル『DESTRUCTION BABY』から、デイヴ・フリッドマンをプロデューサーに起用、アメリカ合衆国ニューヨーク州フレドニアで行われた。通算3枚目のアルバムとなる『SAPPUKEI』もデイヴ・フリッドマンプロデュース。『SAPPUKEI』リリース後、ナンバーガールは『Number Girl Tour Sappukei』を遂行する。その後も、eastern youth主催の対バンライブ『極東最前線』やROCK IN JAPAN FESTIVAL参加、bloodthirsty butchersとのツアー『Harakiri Kocorono Tour』、ワンマンツアー『Inazawa chainsaw』など多数のライブを行っていく。精力的なライブ活動は2001年も続き、その間ライブ記録作品『騒やかな演奏』やライブ会場限定販売カセットテープ『記録シリーズ』をリリースする。
- 2001年の末頃、ナンバーガールはスタジオ盤としてはラスト・アルバムとなる『NUM-HEAVYMETALLIC』のレコーディングを開始する。デイヴ・フリッドマンを三度プロデューサーとして迎えたこのアルバムは、年をまたいでの2度にわたる渡米の末、完成をみた。
- 2002年4月、『NUM-HEAVYMETALLIC』をリリースしたナンバーガールは全国ツアーを行い、同年9月にオフィシャル・ウェブサイトにて突然の解散を発表する。解散の理由として「ベースの中尾がナンバーガールからの脱退を希望。メンバー及びスタッフで話した結果、中尾、田渕、イナザワ、向井の4人でナンバーガールである、という共通の意思が強かったから」という説明が発表されている[11]。ナンバーガールは解散発表前に計画されていた全国6カ所のツアー『NUM-無常の旅』を行い、最終日、札幌PENNY LANEのライブをもって解散した。ラスト・ライブとなったこの演奏は、ライブ・アルバム『サッポロ OMOIDE IN MY HEAD 状態』に収録され、リリースされた。
- 2019年2月15日、解散時のメンバーでバンドを再結成し、同年8月のRISING SUN ROCK FESTIVALにてライブ活動を行うことを発表した。この時発表された向井のコメントには「できれば何発かヤりたい」としている[12]。RISING SUNでのライブ自体は中止となったが、それに先立って7月27日に新宿LOFTでワンマンライブが行われ、正式に活動を再開した。
- 2022年8月13日、再結成において大きな目標であった「RISING SUN ROCK FESTIVAL 2022 in EZO」への出演を果たす[13][14]。このステージにおいて、再び解散することと12月11日に神奈川・ぴあアリーナMMでラストライブ「NUMBER GIRL 無常の日」を開催することを発表した[13]。

## 音楽性
ピクシーズなどのオルタナティヴ・ロックの影響を受けたといわれる、いわゆるギターロックの系譜にあり、向井のヴォーカルもそうしたギターロック調のシャウティングが中心であった。1999年に発表されたシングル『DESTRUCTION BABY』あたりから、ダブ、レゲエ的な音響処理が用いられるようになる。また、ヴォーカルスタイルもコンピレーション盤『極東最前線』に収録された「TOKYO FREEZE」において向井独特のラップを披露していた。ラスト・アルバムとなった『NUM-HEAVYMETALLIC』においては、祭囃子的な和の要素を取り入れたサウンドを展開する。

## 評価・影響
ASIAN KUNG-FU GENERATION、凛として時雨、THE NOVEMBERS、ART-SCHOOL、wowaka、SuiseiNoboAz、きのこ帝国、ハヌマーン、Base Ball Bearなどのバンドシーンのミュージシャンや、椎名林檎、星野源、YUIなどのメジャーシーンのミュージシャンなど、広くシーンを問わず様々な世代のミュージシャンがナンバーガールから受けた影響について公言している。

## プロモーション・ビデオ
ナンバーガールのプロモーション・ビデオには向井が監督したものが多数あり、それらは「新日本現代映画」という名義でクレジットされる。実写映像以外に、向井の描いたマンガを使ったものもある。映像は不気味な雰囲気を出すにはフィルムが一番だという向井の意向から主に16mmフィルム映像で撮られている。

## メディア出演
メジャーデビュー当初から音楽専門チャンネルVIEWSIC（現MUSIC ON! TV）やスペースシャワーTV等に出演し、前に挙げた2局ではよく特集が組まれていた。地上波においては、NHKで取り上げられることが多かった。
2002年には読売テレビ制作・日本テレビ系列のテレビドラマ『私立探偵 濱マイク』第5話にゲストとして出演した。
2020年3月21日に放送されたフジテレビ系列の音楽番組『緊急生放送! FNS音楽特別番組 春は必ず来る』に生出演した。

## 作品

### カセットテープ
- Atari Shock （1996年2月）
- Omoide in my head （1996年6月）

### ライブ会場・通販限定販売
- 記録シリーズ黒 （2001年、カセットテープ）
- 記録シリーズ黄 （2002年、2枚組CD）
- 記録シリーズ緑 （2002年、2枚組CD）

### その他
- V.A 『Young Person's Guide To The 3-D Tours』 （1996年7月）
  - 「Trumpoline Girl」と「Space Girl 加速装置」の2曲を収録。
- V.A 『Headache Sounds Sampler CD vol.1』 （1997年4月）
  - 「Girl In My Blood」と「Girlfriend Girlfriend Girlfriend」の二曲を収録。
- V.A 『SUPER NOVA VOL.1 UNI』 （1999年1月20日）
  - 「SAMURAI」と「喂（ウェイ？）」の2曲を収録。
- V.A 『極東最前線』 （2000年7月16日）
  - 「TOKYO FREEZE」を収録。
- V.A 『けものがれ、俺らの猿と オリジナル・サウンドトラック』（2001年5月30日）
  - 「ZAZENBEATS KEMONOSTYLE」を収録。
- 『クイック・ジャパン』Vol.42 （2002年4月）
  - 雑誌付録シングルCD。「NUM-AMI-DABUTZ(猫町version)」を収録。同名曲を向井の自宅にて打ち込みで再録音したもの。バンド名義だが実質は向井ソロ。
- V.A 『タダダー！ トリビュート　至福刑事 Vol. 2』 （2002年5月10日）
  - 「U-REI」のレイ・ハラカミリミックスを収録。
- グループ魂 『Run魂Run』 （2002年12月25日）
  - 「あの歌の故郷を訪ねて」にメンバー全員で参加。バンドとしての最後のスタジオレコーディング音源はコントだった。
- V.A 『ROCK is LOFT : SHINJUKU LOFT 30th ANNIVERSARY』 （2006年6月14日）
  - 「OMOIDE IN MY HEAD」を収録。
- V.A 『モテキ的音楽のススメ 中柴いつか 小宮山夏樹盤』 （2010年9月8日）
  - 「NUM-AMI-DABUTZ」を収録。

## タイアップ一覧
| 起用年 | 曲名              | タイアップ |
| ------ | ----------------- | --- |
| 1999年 | 透明少女          | テレビ東京系『JAPAN COUNTDOWN』エンディングテーマ                                                                    |
| 2002年 | I don't know      | 日活配給映画『害虫』挿入歌                                                                                           |
| 2010年 | NUM-AMI-DABUTZ    | テレビ東京系ドラマ24『モテキ』第9話モテ曲                                                                            |
| 2010年 | NUM-AMI-DABUTZ    | 日本テレビ系『ダウンタウンのガキの使いやあらへんで!! 大晦日年越しSP 絶対笑ってはいけないスパイ24時』TVスポット使用曲 |
| 2019年 | OMOIDE IN MY HEAD | みずほフィナンシャルグループ「ライバルたち篇」TVCMソング                                                             |

## ヘビーローテーション/パワープレイ

### テレビ
| 起用年 | 曲名            | ヘビーローテーション/パワープレイ          |
| ------ | --------------- | ------------------------------------------ |
| 2000年 | 鉄風 鋭くなって | スペースシャワーTV 2000年12月度POWER PUSH! |

## 主なライブ

### ワンマンライブ・主催イベント
活動期～解散まで
- 1999年
  - 3月 - 自主企画イベント"Fan Club"
  - 4月 - 自主企画イベント"Fan Club 2"
  - 6月 - 自主企画イベント"Fan Club 3"
  - 8月 - 自主企画イベント"Fan Club 4"
  - 9月 - ワンマンツアー"Distortional Discharger"
  - 12月 - ワンマンツアー"全身焦燥家"
- 2000年
  - 3月 - 全米6カ所ツアー
  - 5月 - Fan Club 7
  - 5月 - "南からきたあいつ"ツアー
  - 7月 - Live Tour"SAPPUKEI"
  - 10月 - W-EXPOSURE Tour(BACK DROP BOMBとのスプリットツアー)
  - 11月 - "HARAKIRI KOCORONO TOUR '00"[19]
  - 12月 - Live Tour "INAZAWA CHAINSAW"
- 2001年
  - 6月～ -  Live Tour "騒やかな群像"
  - 4月24日 - グループ魂VSナンバーガール 鼓魂彩祭
  - 8月3日 - くるりvsナンバーガール ～烏丸大騒動～
  - 10月 -  バンド「SUPERCHANK」とのスプリットツアー
- 2002年
  - 5月～7月 - Live Tour"NUM-HEAVYMETALLIC"
  - 9月 - 11月 Live Tour "NUM無常の旅"

再結成後
- 2019年
  - 7月27日 - ワンマンライブ @ 新宿LOFT（タイトルなし）
  - 8月18日~9月27日 - TOUR"NUMBER GIRL"
  - 12月14日・15日 - TOUR"逆噴射バンド"
- 2020年
  - 1月3日~2月22日 - TOUR"逆噴射バンド"

### 出演イベント
活動期～解散まで
- 1999年
  - 3月 - SXSW1999
  - 5月 - BUZZ NIGHT
  - 8月21日 - RISING SUN ROCK FESTIVAL 1999 in EZO
  - 9月 - 極東最前線25
- 2000年
  - 2月 - SXSW2000
  - 4月3日 - 激Rockシンポジウム vol.1
  - 8月 - 極東最前線30 ～国民爆音大会2000～
  - 8月6日 - SUMMER SONIC 2000
  - 8月13日 - ROCK IN JAPAN FESTIVAL 2000
- 2001年
  - 7月28日 - FUJI ROCK FESTIVAL '01
  - 8月18日 - RISING SUN ROCK FESTIVAL 2001 in EZO
- 2002年
  - 8月10日 - ROCK IN JAPAN FESTIVAL 2002
  - 8月20日 - Date-fm 俺流～番外地～ くるり vs NUMBER GIRL
  - 9月28日 - MUSIC CITY TENJIN（第1回目）

再結成後
- 2019年
  - 8月16日 - RISING SUN ROCK FESTIVAL 2019 in EZO(中止)
  - 9月23日 - 京都音楽博覧会2019
  - 12月30日 - COUNTDOWN JAPAN 2019-2020